# Шерифа Луна
Шерифа Бабуш (фр. Chérifa Babouche; родилась 25 января 1989 года) — французская певица, работающая в жанре ритм-н-блюз под псевдонимом Шерифа Луна (фр. Sheryfa Luna). Её карьера началась после победы в четвёртом сезоне французской версии музыкального реалити-шоу Popstars в 2007 году. Её дебютный альбом занял третью строчку во французском чарте и стал дважды платиновым, а первые два её сингла возглавляли хит-парад.

## Биография
Шерифа Бабуш родилась в городе Эврё в семье алжирца и француженки. В 2007 году она, взяв сценический псевдоним Шерифа Луна, приняла участие в четвёртом сезоне французской версии музыкального реалити-шоу Popstars и заняла первое место, получив в качестве приза контракт с лейблом Universal.
Дебютный сингл Шерифы под названием Quelque part вышел в ноябре 2007 года, через неделю после завершения сезона Popstars. Сингл стал хитом во Франции и четыре недели занимал верхнюю строчку национального хит-парада. Выход альбома Sheryfa Luna последовал 19 ноября, он также оказался успешным и достиг третьего места во французском хит-параде.
14 февраля 2008 года Шерифа родила сына, получившего имя Венус Джуниор. В его честь певица назвала свой второй альбом Vénus, вышедший 1 декабря того же года. Этот альбом оказался не таким успешным, как дебютный, и смог подняться лишь на 15-ю позицию в чарте. В 2008 году Шерифа также записала дуэт с американской поп-рок-группой OneRepublic для французского релиза их сингла Say (All I Need) и дуэт с Матьё Эдвардом для его альбома Entre toi et moi.
Выход третьего альбома Шерифы, названного Si tu me vois, состоялся 13 сентября 2010 года. Он стартовал с 8-й строчки французского чарта и выше не поднимался.

## Дискография
| Год  | Альбом            | Место в чарте | Место в чарте | Место в чарте | Место в чарте | Место в чарте |
| Год  | Альбом            | Франция       | Бельгия       | Швейцария     | Европа        |               |
| ---- | ----------------- | ------------- | ------------- | ------------- | ------------- | ------------- |
| 2007 | Sheryfa Luna      | 3             | 9             | 48            | 28            |               |
| 2008 | Vénus             | 15            | 29            | —             | —             |               |
| 2010 | Si tu me vois     | 8             | —             | —             | —             |               |
| 2012 | Little Fairy Silk |               |               |               |               |               |